# Multidrogrezisztencia-asszociált fehérje 2
A multidrogrezisztencia-asszociált fehérje 2 (MRP2), más néven canalicularis multispecifikus szervesanion-transzporter 1 (cMOAT) vagy C ATP-kötőkazetta-alcsalád, 2. tag (ABCC2) az ABCC2 gén által kódolt fehérje.

## Funkció
Az MRP2 az ATP-kötőkazetta-transzporterek szupercsaládjába tartozik. Ezek molekulákat szállítanak a sejtmembrán belső és külső oldala közt. Génjeik 7 alcsaládba tartoznak (ABC1, MDR/TAP, MRP, ALD, OABP, GCN20, White). E fehérje a multidrog-rezisztenciában érintett MRP alcsalád tagja, a májsejt canalicularis (apikális) részében expresszálódik, és az epébe szállít. Szubsztrátjai közé tartoznak a kemoterápiás szerek, például a vinblasztin, így az emlőssejtek gyógyszer-rezisztenciájához járul hozzá.
Az MRP2-t a proximális renális tubulus endotél sejtjeinek apikális membránja is expresszálja, ahol kis szerves anionok exkréciójában fontos.

## MRP2-gátlók
| Gyógyszer    | Osztály             | Javallatok               | Forrás | Szerkezet |
| ------------ | ------------------- | ------------------------ | ------ | --------- |
| probenecid   | urikoszurikum       | köszvény, hyperuricaemia | [ 5 ]  |           |
| furozemid    | kacsdiuretikum]]    | szívelégtelenség, ödéma  | [ 5 ]  |           |
| ritonavir    | proteázgátló        | antiretrovirális         | [ 6 ]  |           |
| szakvinavir  | proteázgátló        | antiretrovirális         | [ 7 ]  |           |
| lamivudin    | nukleozidanalóg     | antivirális              | [ 8 ]  |           |
| abakavir     | nukleozidanalóg     | antiretrovirális         | [ 8 ]  |           |
| emtricitabin | nukleozidanalóg     | antivirális              | [ 8 ]  |           |
| efavirenz    | NNRTI               | antiretrovirális         | [ 8 ]  |           |
| delavirdin   | NNRTI               | antiretrovirális         | [ 8 ]  |           |
| nevirapin    | NNRTI               | antiretrovirális         | [ 8 ]  |           |
| cidofovir    | nukleozid-foszfonát | antivirális              | [ 9 ]  |           |
| adefovir     | nukleozid-foszfonát | antivirális              | [ 7 ]  |           |
| tenofovir    | nukleozid-foszfonát | antivirális              | [ 8 ]  |           |

## Klinikai jelentőség

### Dubin–Johnson-szindróma
E gén több különböző mutációja okoz Dubin–Johnson-szindrómát (DJS), ez autoszomális recesszív rendellenesség, tünete konjugált hiperbilirubinémia.

### Iatrogén Fanconi-szindróma
Sok negatív töltésű metabolikus terméket a vesék távolítanak el. E szerves anionokat a vérből a proximális renális tubulusok endotél sejtjeibe az OAT1 szállítja. Innen a tubulus lumenjébe szállítja az MRP2. Sok gyógyszer így ürül a szervezetből. Egyes gyógyszerek lassan haladnak át az MRP2-n, növelve a citoplazma szervesanion-koncentrációját.
Az MRP2-gátló gyógyszerek növelhetik a szerves anionok mennyiségét a proximális renális tubulusok sejtjeiben. Ha ezek némelyike gátolja a mitokondriális DNS-szintézist, az iatrogén Fanconi-szindrómát okozhat. A nukleozid-foszfonát adefovir a vesebetegséggel összefüggő MRP2-gátló. A tenofovir és a cidofovir szintén a Fanconi-szindrómával összefüggő MRP2-gátló nukleozid-foszfonátok.

## Fordítás
Ez a szócikk részben vagy egészben  a   Multidrug resistance-associated protein 2 című angol Wikipédia-szócikk ezen változatának fordításán alapul.  Az eredeti cikk szerkesztőit annak laptörténete sorolja fel. Ez a jelzés csupán a megfogalmazás eredetét és a szerzői jogokat jelzi, nem szolgál a cikkben szereplő információk forrásmegjelöléseként.